# Quase-primo
Em teoria dos números, chama-se k-quase-primo a um número natural n escrito na forma
n = p1...pk
onde os pi são números primos (não necessariamente distintos) e {\displaystyle k\geq 1\ } é uma constante. 
Assim definido, um número k-quase-primo terá exatamente k fatores primos, salvo multiplicidade; um número natural será um número primo se e somente se for 1-quase-primo, e semiprimo se for 2-quase-primo. O conjunto dos números quase-primos escreve-se em notação geralmente por Pk. O menor k-quase-primo é 2k.